# Troubadour (musikalbum)
Troubadour är ett musikalbum av J.J. Cale som lanserades i september 1976 på Shelter Records. Albumet är mest känt för att det innehåller originalversionen av låten "Cocaine" som 1977 blev en amerikansk hitsingel i Eric Claptons version. Cales originalversion blev dock mer framgångsrik i Europa där den nådde listplacering som singel i flera länder. Detsamma gällde albumet som blev betydligt populärare i Europa än USA. Clapton gjorde en cover på ytterligare en låt från detta album, "Travelin' Light", på albumet Reptile 2001.
De flesta av låtarna spelades in i Nashville, men på låten "Hey Baby" anges endast "en timmerstuga" som inspelningsplats.

## Låtlista
(alla låtar skrivna av Cale utom spår 7 som skrevs av Sonny Curtis)
1. "Hey Baby" – 3:11
2. "Travelin' Light" – 2:50
3. "You Got Something" – 4:00
4. "Ride Me High" – 3:34
5. "Hold On" – 1:58
6. "Cocaine" – 2:48
7. "I'm a Gypsy Man" – 2:42
8. "The Woman That Got Away" – 2:52
9. "Super Blue" – 2:40
10. "Let Me Do It to You" – 2:58
11. "Cherry" – 3:21
12. "You Got Me On So Bad" – 3:17

## Listplaceringar
- Billboard 200, USA: #84[1]
- UK Albums Chart, Storbritannien: #53[2]
- Nederländerna: #4[3]
- Österrike: #24[4]
- VG-lista, Norge: #9[5]
- Topplistan, Sverige: #43[6]